# Macetown

Macetown é uma localidade abandonada de mineração de ouro em Otago, região da Ilha Sul da Nova Zelândia. 
Em 1862, o marinheiro William Fox descobriu ouro no Rio Arrow. Até o final desse ano,1.500 mineiros estavam acampados ao longo do rio e uma pequena cidade tinha crescido na junção do Rio Arrow. Entre aqueles que assistiam a área foram três irmãos: João, Charles e Harry Mace, após os quais a cidade passou a ser conhecida. Em 1863, a população era cerca de 300 habitantes, no seu apogeu, a cidade ostentava uma escola, uma igreja e dois hotéis. 
Em 1865, a maior parte do ouro de aluvião tinha sido extraído e muitos mineiros partiram para os campos de ouro da costa oeste. A mineração de quartzo atraiu mais pessoas na década de 1870 e a população subiu para 206 habitantes em 1896. 
No início do século XX a cidade estava em declínio. Há muito que foi abandonada, e pouco resta dos edifícios originais, restando a antiga casa do mestre-escola, que foi fielmente restaurada pelo departamento de conservação.